# Kristan Vrh
Kristan Vrh este o localitate din comuna Šmarje pri Jelšah, Slovenia, cu o populație de 395 de locuitori.